# Адамс (Небраска)
Адамс (енгл. Adams) град је у америчкој савезној држави Небраска.

## Демографија
По попису из 2010. године број становника је 573, што је 84 (17,2%) становника више него 2000. године.
| Група             | 2000.       | 2010.       |
| Белци             | 479 (98,0%) | 567 (99,0%) |
| Афроамериканци    | 0 (0,0%)    | 0 (0,0%)    |
| Азијати           | 0 (0,0%)    | 1 (0,2%)    |
| Хиспаноамериканци | 6 (1,2%)    | 4 (0,7%)    |
| Укупно            | 489         | 573         |